# Морални релативизам
Позиција моралног релативизма (или релативности морала) у филозофији говори да морал или етика не рефлектују апсолутне или универзалне моралне истине, већ да су зависни од социјалних, културних, историјских или личних утицаја и да не постоји јединствени стандард којим можемо проценити етичку истину.
Насупрот њему, морални апсолутизам заснива морал на апсолутним истинама које су обавезујуће за све људе (или можда и шире посматрано?) и углавном се базирају на некој од религија или идеологија.
Морални универзализам се заснива на јединственом моралном стандарду који се прилагођава датој ситуацији - према одређеним културним или историјским околностима. Чињеница да се неке одредбе овако посматраног морала сматрају општеприхваћеним, а неке се „прилагођавају околностима“ отвара врата злоупотреби и двоструким стандардима.
Екстремна позиција моралног релативизма заступа став да је бесмислено да је особа или група људи процењује поступке других, мада већина моралних релативиста заступа нешто мекши став. Егзистенцијалиста Жан-Пол Сартр сматра да субјективни морални кор лежи у основи моралног поступања особе. По таквом погледу јавни морал је рефлексија социјалних конвенција, и само лична моралност се може сматрати аутентичном.
Морални релативизам није исто што и плурализам вредности који који препознаје коегзистенцију супротстављених идеја, али оне не морају бити једнако валидне. Насупрот томе морални релативизам заступа став да нема преферираног стандарда којим се могу мерити различити системи, те да супротстављене моралне позиције немају вредност истине.
После Другог светског рата у Европи су неке апсолутне моралне вредности замењене релативним, што су неки сматрали декадентним. Према писцима као што су кардинал Рацингер, сада папа или Марчело Пера, у последњих неколико декада Европљани су многе традиционалне норме, које је наметало хришћанство заменили моралним релативизмом. Тако је, на пример, секс одвојен од размножавања што је довело до пада наталитета, касније и популације и све већих имиграција. Међутим, Европа се поново суочава са апсолутним моралним вредностима које деле многи имигранти (посебно муслимани).